# 타부르부르산
타부르부르산(Tavurvur)은 파푸아뉴기니 라바울 인근에 위치한 활화산으로, 라바울 칼데라 동쪽 기슭에 분화구가 있다. 라바울을 파괴시킨 화산 폭발이 일어난 산이기도 하다.

## 역사
1937년 타부르부르 산과 칼데라 서쪽에 있는 벌컨 산이 폭발했고 507명이 사망했다.
1994년 타부르부르 산과 벌컨 산이 동시에 폭발하면서 화산재가 라바울 전체를 뒤덮었고 이 곳 근처에 거주하고 있던 주민들이 산림 지대로 대피하면서 라바울은 파괴되고 만다. 결국 동뉴브리튼의 주도가 라바울에서 남동쪽으로 약 20 km 정도 떨어진 코코포로 이전하게 된다.
2006년 10월 7일에 일어난 화산 폭발은 산에서 12 km 정도 떨어진 집 창문을 깨뜨렸고 이 때 솟아나온 화산재는 분화구보다 18 km 정도 높은 성층권까지 도달할 정도였다.

## 사진

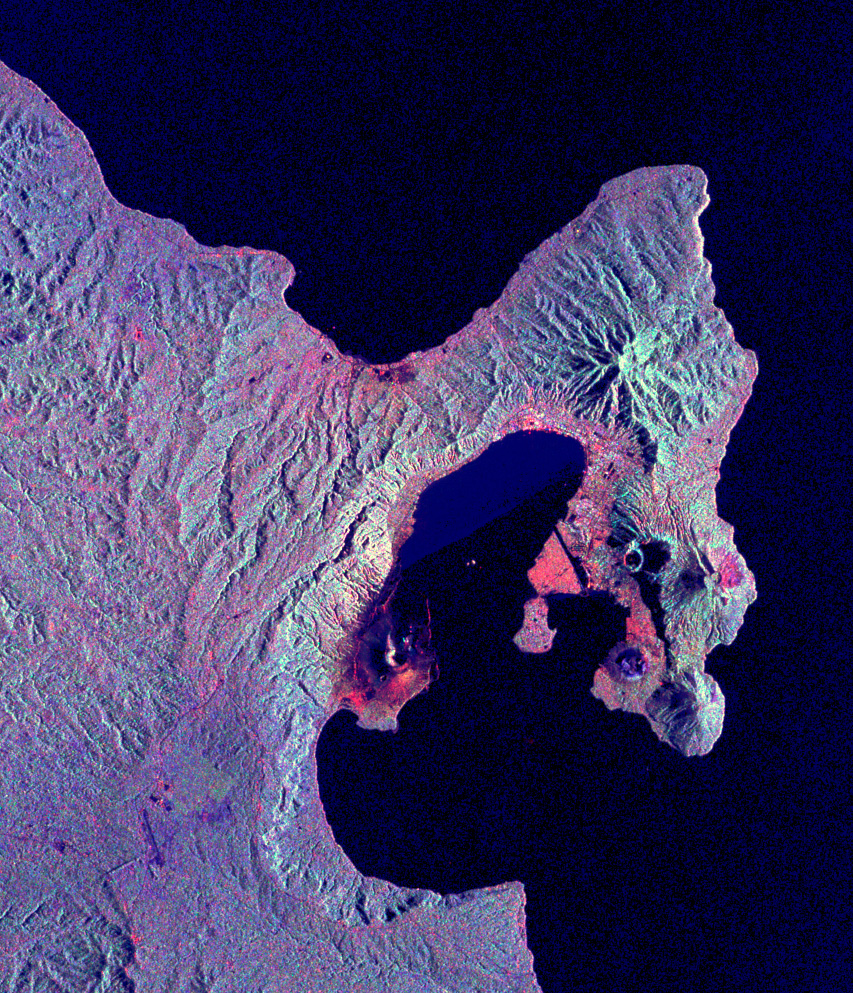
라바울 화산 위성사진
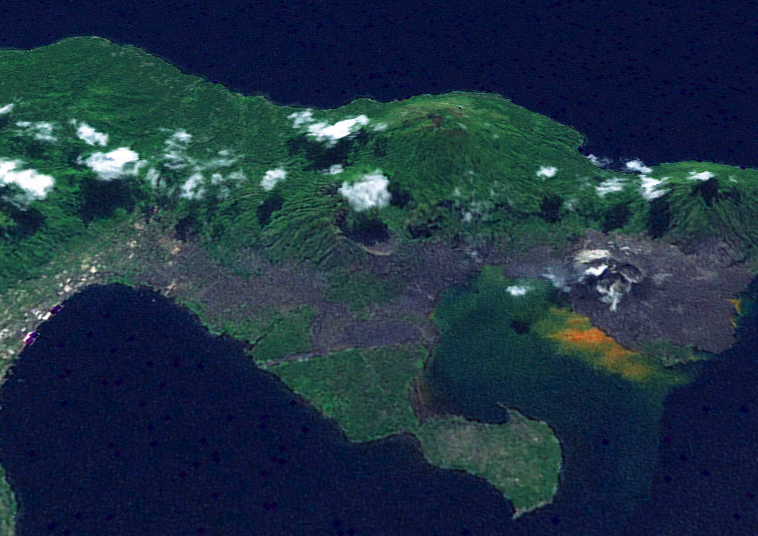
우주에서 본 타부르부르 산
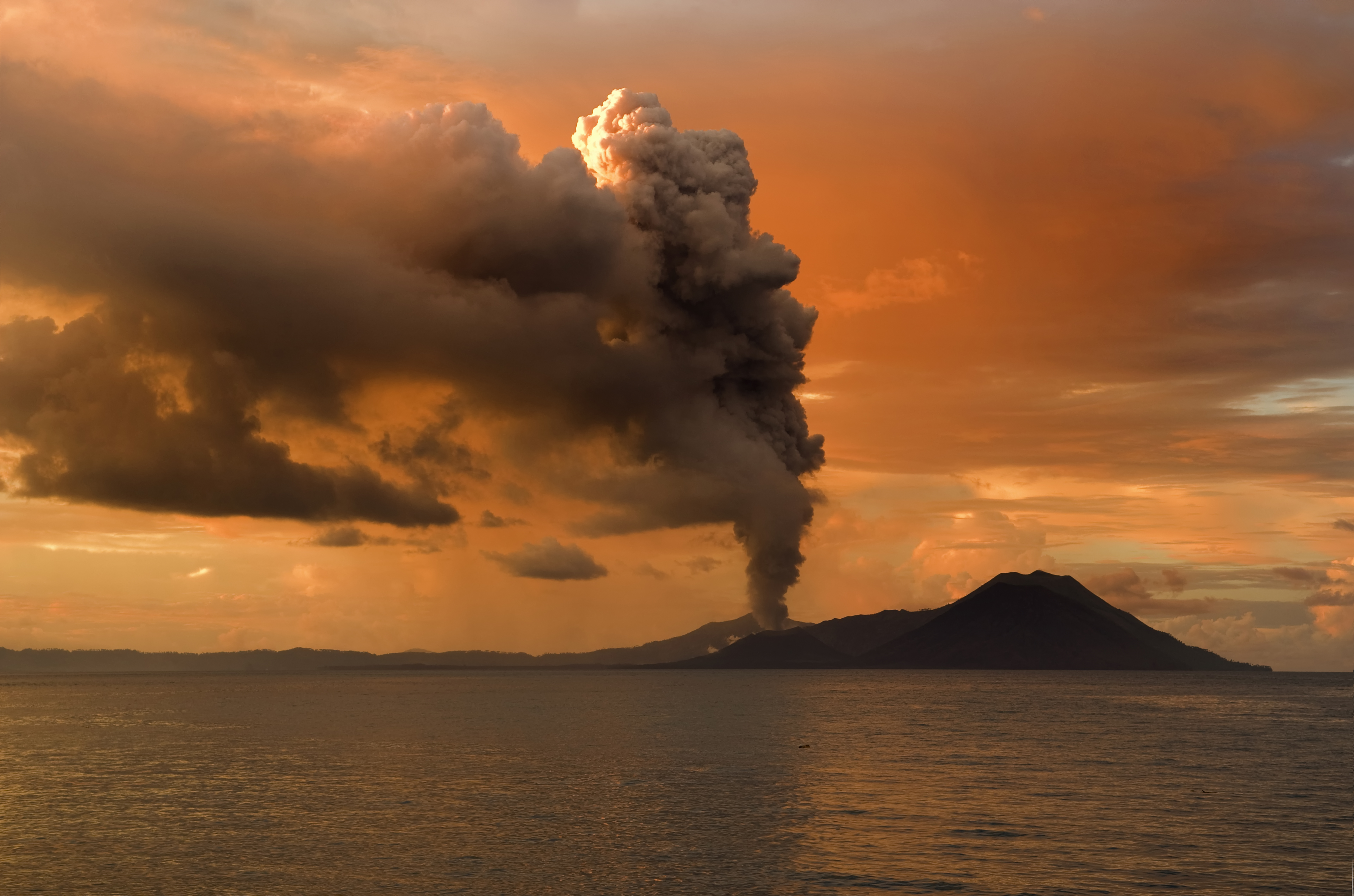
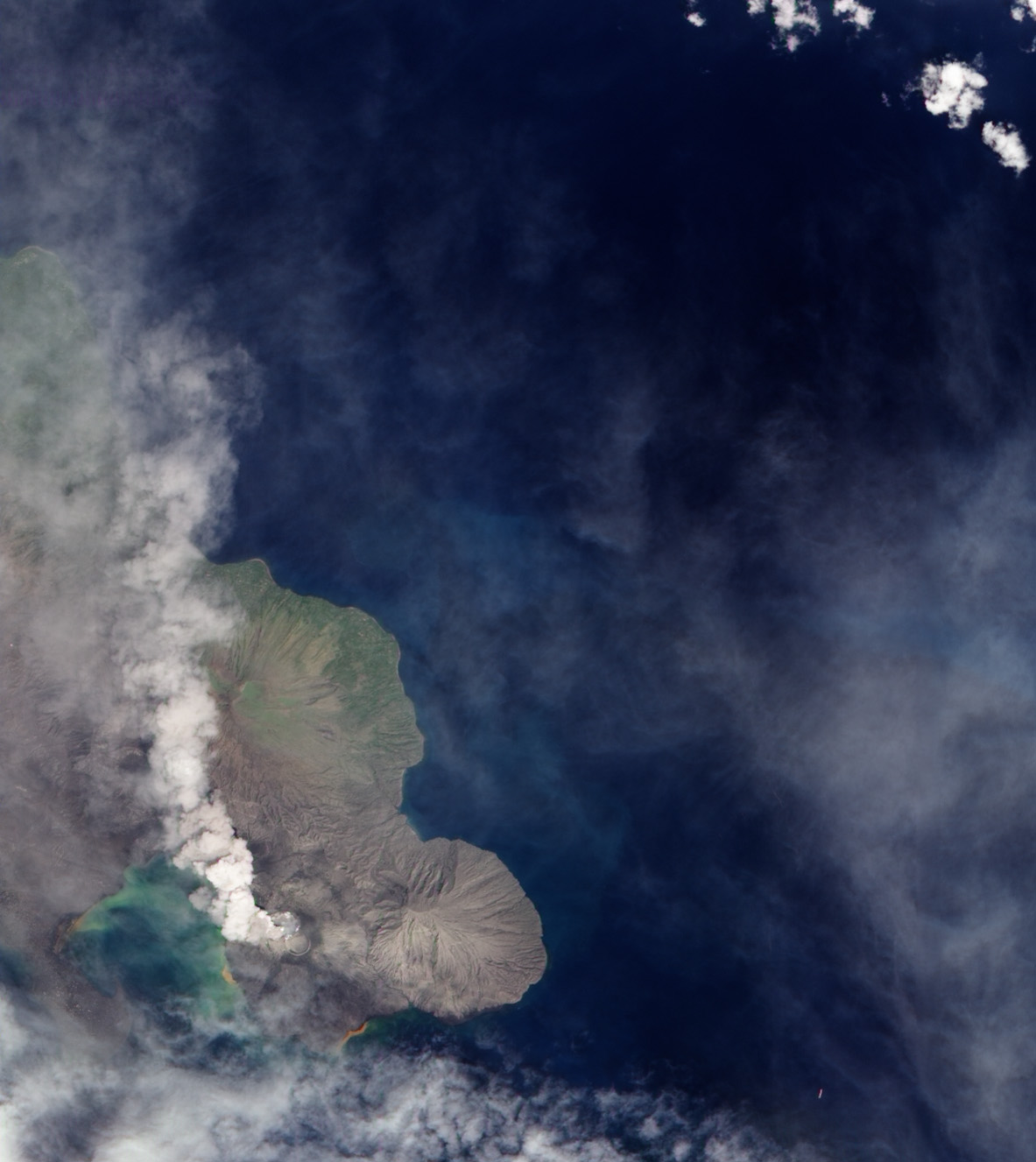